# Pierre Destailles
Pierre Destailles, né Pierre André Jules Desfoux le 16 mai 1909 dans le 4e arrondissement de Paris et mort le 31 mars 1990 aux Clayes-sous-Bois (Yvelines), est un acteur et chansonnier français.

## Biographie
Il participa pendant les années 1950 à une émission radiophonique, sous forme de feuilleton dominical, intitulée Le Tribunal, sur Radio Luxembourg et sponsorisée par la « Boldoflorine, la bonne tisane pour le foie ». Il y tenait le rôle du Président et jugeait à chaque fois le même « lampiste Leguignon » joué par Yves Deniaud.
Il popularisa dans les années 1950 le célèbre refrain Tout ça parce qu'au bois de Chaville y'avait du muguet.
Il est également l'auteur interprète de la chanson La Mouche qui relate les aventures agitées d'un couple qui tente d'occire une mouche dans sa chambre conjugale, agitation qui est interprétée par les voisins d'une manière érotico-sportive suscitant une émulation risquée.
Il est inhumé au cimetière du Montparnasse (division 6).

## Filmographie

### Cinéma
- 1946 : Tombé du ciel d'Emil-Edwin Reinert : Fernand
- 1948 : Les Casse-Pieds de Jean Dréville : L'employé du gaz
- 1949 : Suzanne et ses brigands d'Yves Ciampi : L'aubergiste
- 1949 : L'Atomique Monsieur Placido de Robert Hennion : Le gérant de l'hôtel
- 1949 : Branquignol de Robert Dhéry : Pierrot
- 1949 : Millionnaires d'un jour d'André Hunebelle : Le cafetier
- 1949 : Mission à Tanger d'André Hunebelle : Maurin
- 1949 : Un certain monsieur d'Yves Ciampi : "Le Majeur"
- 1949 : Valse brillante de Jean Boyer : Le voyou
- 1950 : Coq en pâte de Charles-Félix Tavano : Roger Vernon
- 1950 : Les Joyeux Pèlerins d'Alfred Pasquali : Les jumeaux
- 1950 : Méfiez-vous des blondes d'André Hunebelle : Lionel, le voyageur
- 1950 : Sous le ciel de Paris de Julien Duvivier : Michel
- 1950 : Les femmes sont folles de Gilles Grangier : Justin, le concierge et guide du château
- 1951 : Un grand patron d'Yves Ciampi : Gaston Berval
- 1951 : Ma femme est formidable d'André Hunebelle : Le portier de l'hôtel montagnard
- 1951 : Le Voyage en Amérique d'Henri Lavorel : Le cuistot
- 1952 : Légère et court vêtue de Jean Laviron : Maître Jacques Lorette, avocat
- 1953 : Le Chevalier de la nuit de Robert Darène : Le commissaire
- 1953 : Crainquebille de Ralph Habib : Le camelot
- 1954 : Cadet Rousselle d'André Hunebelle : Rouget de Lisle
- 1954 : Interdit de séjour de Maurice de Canonge : Jojo
- 1955 : Boulevard du crime de René Gaveau
- 1955 : Ces sacrées vacances de Robert Vernay : Georges Pinson
- 1955 : Tant qu'il y aura des femmes d'Edmond T. Gréville : Sylvain Mithouard
- 1957 : Clara et les Méchants de Raoul André : "La Commande"
- 1957 : Filous et Compagnie de Tony Saytor : Alfredo
- 1958 : Et ta sœur de Maurice Delbez : Le directeur du journal
- 1959 : Guinguette de Jean Delannoy
- 1961 : Les Bras de la nuit de Jacques Guymont : L'inspecteur Morel
- 1963 : Germinal d'Yves Allégret : Rosseneur
- 1973 : Les Gaspards de Pierre Tchernia : L'homme au chapeau blanc
- 1974 : Parlez-moi d'amour de Michel Drach : M. Osaye
- 1981 : Le Secret des Sélénites, dessin animé de Jean Image (voix de Sirius, l'astrologue)

### Télévision
- 1955 : L'assassin a pris le métro de François Chatel
- 1956 : La Famille Anodin de Marcel Bluwal (série télévisée) (2 épisodes) : Victor Anodin
- 1960 : Les Cinq Dernières Minutes, épisode Qui trop embrasse... de Claude Loursais (série TV)
- 1965 : En votre âme et conscience, épisode : La canne à épée de  Marcel Cravenne
- 1967 : Au théâtre ce soir : Le Rayon des jouets de Jacques Deval, mise en scène Jean Mercure, réalisation Pierre Sabbagh, Théâtre Marigny
- 1968 : Au théâtre ce soir : L'Œuf à la coque de Marcel Franck, mise en scène François Guérin, réalisation Pierre Sabbagh, Théâtre Marigny
- 1968 : Au théâtre ce soir : Le Congrès de Clermont-Ferrand de Marcel Franck, mise en scène Christian-Gérard, réalisation Pierre Sabbagh, Théâtre Marigny
- 1969 : Au théâtre ce soir : La Nuit du 9 mars de Jack Roffey et Gordon Harbord, adaptation Roger Féral, mise en scène Henri Soubeyran, réalisation Pierre Sabbagh, Théâtre Marigny
- 1970 : Au théâtre ce soir : Les Assassins associés de Robert Thomas, mise en scène Jean Piat, réalisation Pierre Sabbagh, Théâtre Marigny
- 1975 : Au théâtre ce soir : Mon cœur balance de Michel Duran, mise en scène Claude Nicot, réalisation Pierre Sabbagh, Théâtre Edouard VII
- 1976 : La Poupée sanglante de Marcel Cravenne
- 1977 : Au théâtre ce soir : Les Petits Oiseaux d'Eugène Labiche, mise en scène René Dupuy, réalisation Pierre Sabbagh, Théâtre Marigny
- 1979 : Avoir été de Roland-Bernard
- 1980 : Au théâtre ce soir : L'Homme au parapluie de William Dinner et William Morum, mise en scène Jacques Ardouin, réalisation Pierre Sabbagh, Théâtre Marigny
- 1981 : Julien Fontanes, magistrat de Jean Pignol, épisode Un si joli petit nuage : Président Lagupie
- 1982 : Au théâtre ce soir : Je l'aimais trop de Jean Guitton, mise en scène Michel Roux, réalisation Pierre Sabbagh, Théâtre Marigny
- 1983 : La Dame aux mille et une vies de Pierre Goutas
- 1984 : Des grives aux loups de Philippe Monnier

## Théâtre
- 1944 : Un incompris d'Henry de Montherlant, Théâtre Saint-Georges
- 1947 : Revue de Rip, mise en scène Robert Pisani, Théâtre de l'Étoile
- 1949 : Sincèrement de Michel Duran, mise en scène Alice Cocea, Théâtre des Capucines
- 1951 : Le Congrès de Clermont-Ferrand de Marcel Franck, mise en scène Christian Gérard, Théâtre de la Potinière
- 1952 : Many d'Alfred Adam, mise en scène Pierre Dux, Théâtre Gramont
- 1953 : Crime parfait de Frederick Knott, mise en scène Georges Vitaly, Théâtre des Ambassadeurs
- 1954 : Crime parfait de Frederick Knott, mise en scène Georges Vitaly, Théâtre de l'Ambigu, Théâtre des Célestins
- 1955 : Un cas intéressant de Dino Buzzati, mise en scène Georges Vitaly, Théâtre La Bruyère
- 1955 : Ce diable d'ange de Pierre Destailles et Charles Michel, mise en scène Georges Vitaly, Comédie-Wagram
- 1956 : La Petite Hutte d'André Roussin, mise en scène de l'auteur, Théâtre des Nouveautés
- 1957 : La Mouche bleue de Marcel Aymé, mise en scène Claude Sainval, Comédie des Champs-Élysées
- 1958 : La Brune que voilà de Robert Lamoureux, mise en scène de l'auteur, Théâtre des Variétés
- 1958 : Le Premier rendez-vous opérette de Michel Duran et Henri Decoin, mise en scène d'Henri Spade
- 1959 : La Brune que voilà de Robert Lamoureux, mise en scène de l'auteur, Théâtre des Célestins
- 1959 : Les croulants se portent bien de Roger Ferdinand, mise en scène Robert Manuel, Théâtre Michel
- 1960 : La Nuit du 9 mars de Jack Roffey et Gordon Harbord, adaptation Roger Féral, mise en scène Henri Soubeyran, Théâtre des Ambassadeurs
- 1961 : De doux dingues de Michel André, mise en scène Jean Le Poulain, Théâtre des Célestins
- 1963 : Le Troisième Témoin de Dominique Nohain, mise en scène de l'auteur, Théâtre Charles de Rochefort
- 1964 : Le Système Fabrizzi d'Albert Husson, mise en scène Sacha Pitoëff, Théâtre des Célestins
- 1965 : Assassins associés de Robert Thomas, mise en scène Jean Piat, Théâtre Antoine Théâtre du Palais-Royal
- 1966 : L'Œuf à la coque de Marcel Franck, mise en scène François Guérin, Théâtre des Arts, Théâtre Michel
- 1968 : La Cuisine des anges d'Albert Husson, mise en scène Roland Jouve, Théâtre des Célestins
- 1968 : La Fiancée de l'Europe de Pierre Maudru, mise en scène Jean Darnel, Théâtre de la Nature Saint-Jean-de-Luz
- 1969 : Échec et meurtre de Robert Lamoureux, mise en scène Jean Piat, Théâtre des Ambassadeurs
- 1974 : L'Amour fou ou la première surprise d'André Roussin, mise en scène Michel Bertay, Théâtre Hébertot
- 1976 : Le Tube de Françoise Dorin, mise en scène François Périer, Théâtre des Célestins, tournée Herbert-Karsenty
- 1977 : Le Cours Peyol d'Étienne Rebaudengo, mise en scène Daniel Gélin, Théâtre de l'Œuvre
- 1981 : Du vent dans les branches de sassafras de René de Obaldia, mise en scène Jacques Rosny, Théâtre de la Madeleine
- 1982 : Du vent dans les branches de sassafras de René de Obaldia, mise en scène Jacques Rosny,  Théâtre des Célestins